# اونای نونیس
اونای نونیس (انگلیسی: Unai Núñez؛ زادهٔ ۳۰ ژانویهٔ ۱۹۹۷) بازیکن فوتبال اهل اسپانیا است که در پست مدافع برای باشگاه فوتبال اتلتیک بیلبائو بازی می‌کند.
وی همچنین در تیم ملی فوتبال زیر ۲۱ سال اسپانیا بازی کرده‌است.